# Eumène de Cardia
Pour les articles homonymes, voir Eumène.
Eumène de Cardia ou Eumène de Cardie (en grec ancien Ευμένης / Euménès), né vers 362 av. J.-C. et mort en 316, est le chancelier (ou archigrammate, « premier secrétaire ») d'Alexandre le Grand. Seul non-macédonien parmi les Diadoques, il prend part à la première guerre des Diadoques aux côtés du chiliarque de l'empire, Perdiccas, puis du régent de Macédoine, Polyperchon. Mais affaibli par l'insubordination des satrapes et des généraux ralliés à la cause des Argéades, il est vaincu et exécuté par Antigone le Borgne.
Son parcours peut être résumé ainsi : secrétaire dans l'administration royale de Pella (342-335) ; chancelier d'Alexandre (335-323) ; hipparque des Compagnons (324-323) ; satrape de Cappadoce (323-321 puis 319-316) ; stratège de Perdiccas en Anatolie (321) ; stratège de la royauté en Asie (319-316).
Considéré comme un modèle d'habileté politique par les auteurs anciens, cité en exemple dans les stratagèmes romains et recensé parmi les grands personnages de l'histoire grecque par Plutarque qui lui a consacré une des Vies parallèles, Eumène bénéficie d'une réputation favorable. Ses origines étrangères à l’aristocratie macédonienne ainsi que sa fidélité à l’égard de la dynastie argéade font de lui un modèle de sagesse et d'ambition qui a su inspirer les auteurs antiques, prompts à magnifier son ascension et à juger ses revers de fortune. Son œuvre politique et militaire est en tout cas particulièrement connue car il s'avère le compatriote et l'ami de l'historien des Diadoques, Hiéronymos de Cardia.

## Eumène à travers les sources antiques

### Influence de Hiéronymos de Cardia
L'œuvre historique de Hiéronymos de Cardia est la réponse première au problème d'une tradition favorable à Eumène,. Que Hiéronymos ne soit pas la source unique de Diodore et de Plutarque ne diminue pas la valeur de cet héritage historiographique. Certains modernes considèrent Hiéronymos comme la source unique et directe de Diodore, d'autres admettent la possibilité d’un intermédiaire, peut-être Agatharchide. La tradition issue de Hiéronymos n'interdit pas l’utilisation d’autres sources pour les livres XVIII et XIX : Douris, Diyllos ou des auteurs alexandrins.
Hiéronymos, concitoyen, ami ou parent d'Eumène, a été le médiateur entre lui et les autres Diadoques. À la mort d’Eumène en 316 av. J.-C., il passe au service d’Antigone puis de Démétrios et d’Antigone Gonatas. Hiéronymos, qui aurait été également secrétaire (grammateus) dans l’administration macédonienne à Pella, apparaît d'abord comme l’un des principaux collaborateurs d’Eumène, en tout cas durant la guerre contre Antigone. Il est aussi envisageable que Hiéronymos soit arrivé auprès d’Eumène lorsque celui-ci prit possession de la Cappadoce en 322. Hiéronymos n’est mentionné chez Diodore (aux livres XVIII et XIX) et Plutarque (Vie d'Eumène) qu’à propos de tractations menées avec Antipater et Antigone. En 319, Eumène se réfugie en effet dans la place forteresse de Nora, aux confins de la Cappadoce et de la Lycaonie. Afin de se soustraire au siège entrepris par Antigone, il choisit son compatriote comme ambassadeur auprès d'Antipater. À son retour de Macédoine, Hiéronymos rencontre Antigone qui le charge de négocier avec Eumène. Ces ambassades montrent que Hiéronymos peut négocier avec l'adversaire tout en prouvant sa fidélité envers la cause d’Eumène, ou de celle des rois.
Hiéronymos a rédigé une Histoire de la succession d’Alexandre aujourd'hui perdue, qui, tout en célébrant la mémoire des Antigonides, décrit d’Eumène sous un jour flatteur et nous offre de nombreux détails sur son action politique et militaire. Hiéronymos dispose pour son ouvrage des archives personnelles du Diadoque. Cette tradition inspire les auteurs plus tardifs et fait entrer Eumène dans le panthéon des grands personnages de l'époque hellénistique : il domine les autres Diadoques par son intelligence et son habileté ; il s'affirme comme le défenseur désintéressé de la cause royale ; ses origines grecques sont le principal ferment de sa défaite. Par ailleurs les nombreuses précisions qui jalonnent les écrits de Diodore et Plutarque sont un héritage de l’Histoire des Diadoques : le combat singulier contre Néoptolème, l’ingénieux entraînement des chevaux à Nora, les songes d’Alexandre, la cérémonie du trône vide, ses nombreux stratagèmes, l'aventure asiatique vers les Hautes satrapies.

### Eumène à travers les auteurs tardifs
Diodore, Plutarque et Cornélius Népos évoquent assez largement le cas d'Eumène. En dehors de ces auteurs incontournables, il s'avère impossible d’utiliser les corpus épigraphiques et les recueils de textes officiels comme appoint aux recherches. Car si l'on fait exception des Éphémérides royales, document réduit à l’état de fragments dont la rédaction, et peut-être la publication, ont été l’œuvre d’Eumène, il n’existe aucune archive de cette courte période pouvant, par exemple, étayer les décisions du chancelier. La réflexion repose donc uniquement sur les sources littéraires et l’interprétation qui en est issue ; ce qui ne manque de soulever quelques questions quant à la valeur historique des textes, à leur aspect partial et moralisant.
Eumène (en plus de son rival Antigone) tient une place centrale dans la Bibliothèque historique de Diodore aux livres XVIII et XIX, sources les plus complètes au sujet des guerres des Diadoques puisées en grande partie chez Hiéronymos de Cardia (directement ou non). Au livre XVII consacré au règne d'Alexandre, Diodore qui s'inspire ici en premier lieu de Clitarque, ne mentionne pas Eumène une seule fois. Diodore s'accorde le droit de louer ou de blâmer selon ses propres convictions morales et politiques. Pour autant, et malgré le fait qu'il soit parfois critiquable pour le choix de ses sources, il ne semble pas avoir changé l'esprit de l’Histoire des Diadoques ou de son abréviateur. Diodore met donc en valeur la « noblesse » d’Eumène ainsi que les différents revers de fortune qui ont émaillé sa carrière.
Plutarque consacre l'une de ses Vies parallèles des hommes illustres à la destinée d'Eumène alors qu'aucun autre Diadoque n'a droit à un tel traitement. L’héritage de Hiéronymos, bien attesté chez l’auteur, confère une certaine crédibilité au texte. Il est certain que Plutarque a également utilisé également les Makedonika de Douris qu’il cite dès le début de la biographie, ce qui expliquerait les quelques différences notables entre son récit et celui de Diodore. Plutarque a d’abord mis en valeur les qualités d'Eumène plutôt que de s’intéresser au rôle supposé de la Fortune, pourtant omniprésente dans ses biographies. Plutarque écrit en guise de résumé : « Eumène (…) parvint [au sommet] en dépit du mépris attaché à son métier de secrétaire ; il trouva donc non seulement de moindres ressources pour s’élever jusqu’au pouvoir, mais encore de plus grands obstacles pour l’accroître ». Pour autant le biographe se donne la liberté de blâmer Eumène, coupable à ses yeux d’ambition immodérée et de lâcheté face à la mort. Il semble peu probable que Hiéronymos ait ainsi jugé son compatriote, ces reproches émaneraient de Plutarque lui-même, ou alors ils seraient empruntés à Douris.
Cornélius Népos, polygraphe latin du Ier siècle av. J.-C., délivre dans l'un des seize livres (De Viris Illustribus) une courte biographie d'Eumène, recensé parmi les grands généraux de l’histoire non romaine aux côtés (tout de même) de Thémistocle, Alcibiade et Hannibal. Il écrit : « Si les mérites de notre héros eussent été accompagnés d’un égal bonheur, l’homme admirable qu’il était eût eu, non pas plus de grandeur, mais beaucoup plus de réputation et de gloire (…) », témoignant de la survivance d'une tradition élogieuse à l'égard d'Eumène.
Eumène n’est mentionné qu'à quatre reprises dans l’Anabase d'Arrien, sans que l’auteur n’évoque une seule fois son action à la tête de la chancellerie royale. La provenance des sources (Ptolémée et Aristobule) ainsi que la nature de l’ouvrage peuvent expliquer cette déficience. Arrien n’a pas la même prétention moralisante que Douris, Diodore et Plutarque ; son Anabase qui est d’abord un récit militaire exclut les éloges et les blâmes fait aux hommes illustres (excepté Alexandre). Il est également difficile de croire que Ptolémée ait avantagé Eumène dans son récit de la conquête d’Alexandre : Eumène n’a pas pris part aux grandes batailles d'Asie, tandis que son allégeance à la cause de Perdiccas achève d’expliquer le plausible parti pris de Ptolémée dans ses Mémoires. Arrien est également l'auteur d'une Histoire de la succession d’Alexandre, en grande partie puisée chez Hiéronymos et désormais réduite à l'état de fragments, dans laquelle Eumène n'est pas mentionné.

### Eumène à travers les sources mineures ou fragmentaires

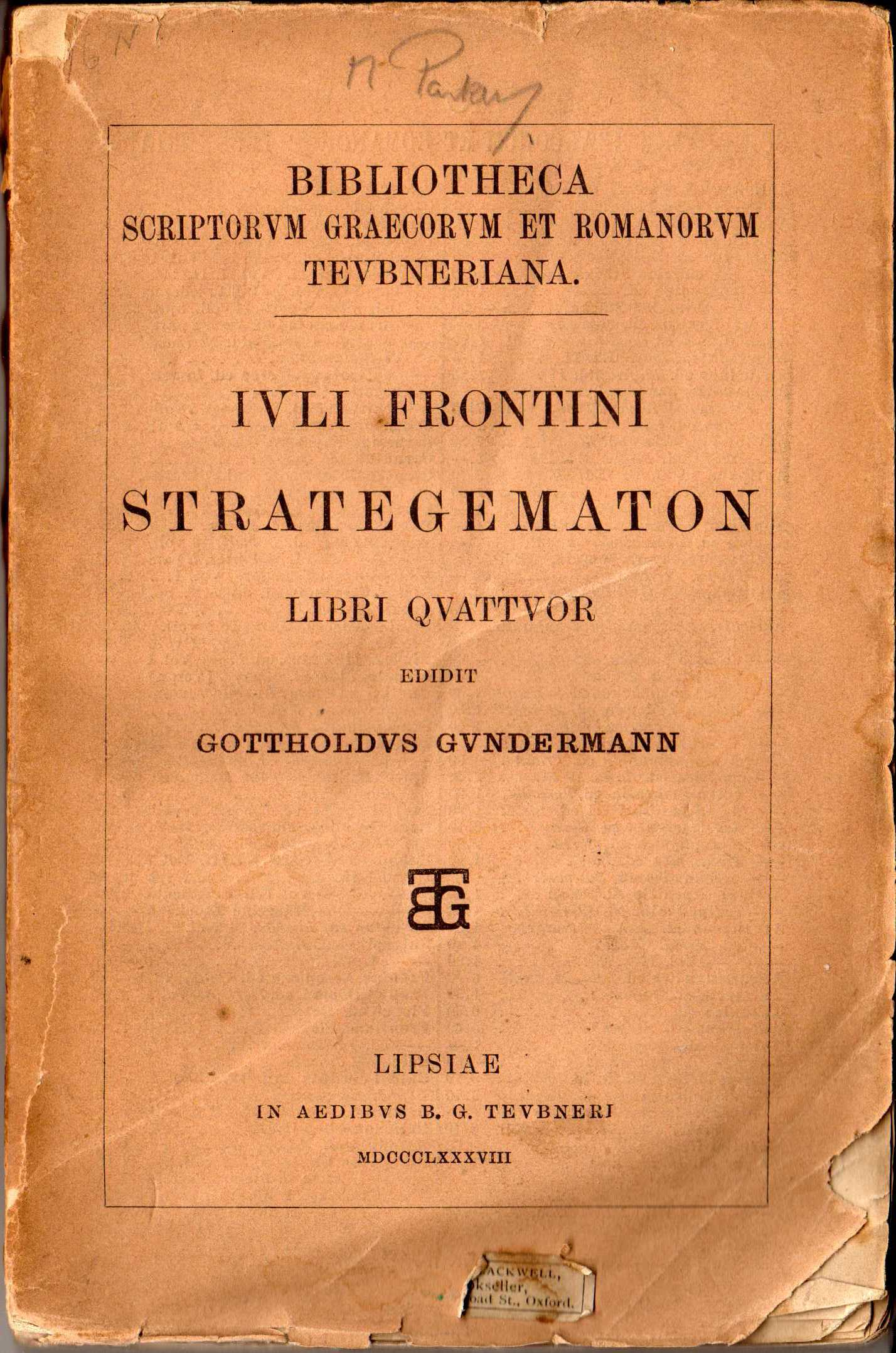
Frontispice des Stratagèmes de Frontin, 1888.

Douris de Samos (IIIe siècle av. J.-C.), disciple du philosophe péripatéticien Théophraste et tyran de Samos, a laissé une œuvre, désormais fragmentaire, qui montre à travers un idéal tragique une conception de l'Histoire éloignée du pragmatisme de Thucydide et de l'historiographie rhétorique. Son œuvre principale, connue sous le nom de Makedonika, traite d'une période allant de la mort d’Amyntas III, père de Philippe II, à la bataille de Couroupédion (370 à 281). Il est envisageable que Douris ait été à l’origine d’une autre tradition jugée favorable à Eumène. Elle offre via Plutarque et Justin, une variante au récit de Diodore ; car bien que ce dernier ait utilisé au livre XIX l’Histoire d’Agathocole de Douris, le recours aux Makedonika est bien moins assuré pour le récit des guerres de succession. Selon une tradition historique, Douris n’aurait pas témoigné d’une grande considération envers les Macédoniens. Il aurait opposé par patriotisme grec les vertueux Démosthène, Phocion et Eumène aux Diadoques excessifs et immoraux : Polyperchon manifeste un goût immodéré pour la boisson ; Démétrios se perd dans le luxe et la tempérance. Il est tout de même difficile de prouver que Douris ait effectivement opposé Eumène aux Diadoques macédoniens. Élien, qui s’inspire ici du Samien, compare au contraire négativement les origines prétendument modestes de Polyperchon, Antigone et Eumène. Quant aux remarques de Douris sur les mœurs des Diadoques, elles n'entament guère leur prestige politique. La Vie de Démétrios, que Plutarque a puisé dans les Makedonika, ne témoigne en effet d'aucune hostilité à l'égard de l'Antigonide. Douris semble également avoir ménagé Lysimaque et aussi Cassandre, protecteur des péripatéticiens auquel Théophraste a dédié un traité peri basileas. Si Douris a bien offert un portrait favorable à « Eumène le Grec » cela n'est peut-être pas au détriment des Diadoques.
Frontin (Ier siècle apr. J.-C.), consul et gouverneur de Bretagne, raconte dans ses Stratagèmes l'ingénieux entraînement des chevaux lors du siège de Nora. Polyen (IIe siècle), rhéteur et avocat sous le règne de Marc-Aurèle, est également l'auteur de Stratagèmes. Il fait référence à l'épisode de la cérémonie du trône vide d'Alexandre. La présence d'Eumène aux côtés des grands généraux de l'Antiquité peut s’expliquer par le fait que Hiéronymos est l’une des sources attestées de Frontin et de Polyen.
Justin (vers le IIIe siècle), s’attache à résumer les Histoires Philippiques de Trogue-Pompée (composées au Ier siècle) qui s'inspirent en partie de Douris de Samos, tout en égayant son récit de digressions morales. Justin (ou Trogue-Pompée) ne délivre pas d'avis particulier sur Eumène pour lequel il n’a qu’un intérêt secondaire ; il n’en offre pas moins un récit qui peut démonter l’habileté du Cardien. Justin montre une fascination pour les successeurs d'Alexandre dont Eumène pourrait finalement être l’incarnation.
Enfin Photios (IXe siècle), théologien et patriarche de Constantinople, s’est attaché dans sa Bibliothèque à résumer et à commenter les auteurs de l’Antiquité. Seul le bref résumé de l’Histoire de la succession d’Alexandre d'Arrien possède un intérêt pour une étude sur le cas Eumène.

## Du scribe au chancelier

### Secrétaire à la cour
Eumène est né vers 362 av. J.-C. à Cardia, une ancienne clérouquie athénienne de taille modeste située en Chersonèse de Thrace, bien qu'il vive depuis son enfance à Pella, son père s'étant attaché à Philippe II. Son origine sociale n'est pourtant pas clairement établie. Plutarque mentionne deux hypothèses quant à ses origines. D’après les Makedonika de Douris, Eumène aurait eu des origines « humbles », son père étant charretier. On peut d'emblée objecter que charretier était un métier considéré. Eumène aurait reçu une éducation « libérale » (eleuthériôs) ; il apprit les lettres et la lutte à la palestre. Selon une autre tradition, qui s’appuie sans doute sur Hiéronymos, Eumène serait issu d'une noble famille, son père étant lié à Philippe par la reconnaissance (zénian) et l’amitié (philian). Cornélius Népos confirme la seconde source de Plutarque, à savoir qu'Eumène descend « d’une noble lignée ». Ce qui n’est peut-être pas contradictoire avec la tradition issue de Douris ; il est en effet concevable que le père d’Eumène ait connu des revers de fortune. Élien affirme dans ses Histoires Variées : « Eumène est né d’un père dépourvu de moyen et qui jouait de l'aulos lors de funérailles ». L’auteur, qui puise ses sources chez Douris, cherche-t-il à tourner les Diadoques en dérision (Lysimaque aurait été un bandit de grand chemin, Antigone un paysan), ou au contraire, alors que partis de peu ils ont atteint les sommets du pouvoir, cherche-t-il à rendre leur ascension plus méritoire encore ? Les sources n’offrent donc aucune certitude ; mais on voit se dégager deux traditions issues respectivement de Douris et de Hiéronymos via les biographes d’Eumène. Il parait plus vraisemblable qu'Eumène soit de noble lignée bien que son père soit « inconnu ». En effet seul Arrien cite le père d’Eumène tout en commettant peut-être une erreur puisqu'il le désigne sous le nom de Hiéronymos ; quant aux autres auteurs, ils ne mentionnent jamais son père.
Plutarque offre, une nouvelle fois, deux versions qui expliquent l'intérêt de Philippe pour Eumène. D'après Douris, Philippe, de passage à Cardia en 342, époque durant laquelle il fait de la Thrace une province de la Macédoine, assiste dans la palestre de la cité à un exercice de lutte durant lequel s'illustra Eumène,. Plutarque suggère plutôt qu'Eumène est enrôlé en raison de la loyauté de son père envers Philippe : le père d'Eumène aurait pu en effet lutter contre le stratège athénien Diopeithès et faciliter le ralliement de la cité. Il existe enfin une autre explication à ce départ de Cardia pour la Macédoine. Plutarque considère en effet Eumène comme étant banni (phugas) de sa cité. En 342, Philippe place à la tête de Cardia le tyran Hécatée, ennemi héréditaire de la famille d'Eumène ; ce qui aurait pu provoquer son exil. D'ailleurs en 322, Eumène refuse de rallier la Grèce avec Léonnatos pour secourir Antipater car il aurait craint que le régent de Macédoine ne le livre à Hécatée.
Eumène aurait reçu en compagnie d'Alexandre, et de ses principaux Compagnons dont Héphaistion, Ptolémée et Perdiccas, l’enseignement d'Aristote à partir de 342. Selon Cornélius Népos, il est le secrétaire de Philippe durant sept années, soit de 342 à 335. Philippe ayant été assassiné en août 336, Eumène aurait alors conservé cette fonction durant les premiers mois du règne d’Alexandre avant d’être promu selon Plutarque au rang de chancelier. Cornélius Népos affirme qu’Eumène fut le secrétaire particulier de Philippe et qu’il fit partie du Conseil royal ; il déclare en outre qu’Eumène aurait jouit de l'amitié de Philippe. Il faut remarquer que Cornélius Népos ne distingue pas les fonctions de secrétaire de Philippe et celles de chancelier d'Alexandre. Ce qui entretient le doute quant à ses fonctions réelles ; puisque Plutarque affirme sans ambiguïté que c’est bien Alexandre qui le nomme chancelier. Il paraît donc probable que Cornélius Népos ait commis une erreur en élargissant les prérogatives du chancelier (siège au Conseil, service particulier auprès du roi) au règne de Philippe.

### Chancelier d'Alexandre
Eumène est rapidement honoré par Alexandre qui le désigne en 335 av. J.-C. archigrammate, c’est-à-dire responsable de la chancellerie royale. Cornélius Népos évoque dans sa biographie d'Eumène les caractéristiques requises pour être secrétaire dans une administration grecque ; mais on peut penser, au vu de la confusion commise par l’auteur entre les fonctions de secrétaire et celles de chancelier, que ceci qualifie plutôt le poste de chancelier : « Il faut appartenir à une famille considérée et offrir des garanties de sûreté et de talent, car elle introduit dans la participation de tous les secrets de l'État ». Cette définition sommaire est à l’image de ce que nous livrent les sources à ce sujet. Car à part à savoir qu'Eumène a été un ministre de premier ordre, nous devons nous incliner face au silence d'auteurs tels Diodore ou Arrien. Nous ne connaissons de l'administration de la chancellerie que les allusions relatives aux Éphémérides royales ainsi que deux collaborateurs d'Eumène : Myllènas le secrétaire et Diodote le scribe des Éphémérides. Il paraît difficile de prouver si la chancellerie a effectivement évolué vers le modèle achéménide. Les éphémérides, héritage perse, étant l’œuvre la mieux connue du chancelier, elles masquent sans doute la réalité de cette évolution.
La mission première du chancelier est d'être responsable de la correspondance et des archives royales. Ses fonctions comportent aussi le soin de rédiger les décrets royaux. C'est à lui que l'on doit aussi la rédaction des Éphémérides royales, sorte de journal officiel où sont relatés les actes du roi. Eumène, qui porte le titre de Compagnon, est membre du Conseil royal. Ce conseil comprend à la fin du règne d'Alexandre, outre le chancelier, les sômatophylaques (dont Perdiccas, Ptolémée, Lysimaque, Léonnatos, Peucestas et Peithon) ainsi que les généraux les plus proches du roi, Héphaistion et Cratère.
Par ailleurs, Eumène aurait été chargé de la logistique de l'armée macédonienne en campagne, thèse que les sources antiques ne permettent pas de corroborer : ravitaillement en vivres pour les hommes et en fourrage pour les bêtes, approvisionnement en munitions, armes, transport par animaux de bât ou de trait. Pour y parvenir tout en évitant le pillage des régions conquises, chose qu'Alexandre veut éviter, le chancelier aurait procédé de la sorte : il constitue une véritable intendance divisées en deux corps : un corps de secrétaires chargés de prévoir les besoins et un corps de troupe chargé des réquisitions ; il fait constituer des stocks aussi importants que possibles avant le déclenchement de la guerre ; il procède pour le ravitaillement soit par réquisition organisée (ce qui évite les injustices trop criantes), soit, innovation pour l'époque, par achat ; il constitue des dépôts de vivres tout au long des campagnes.

### Relations avec Alexandre

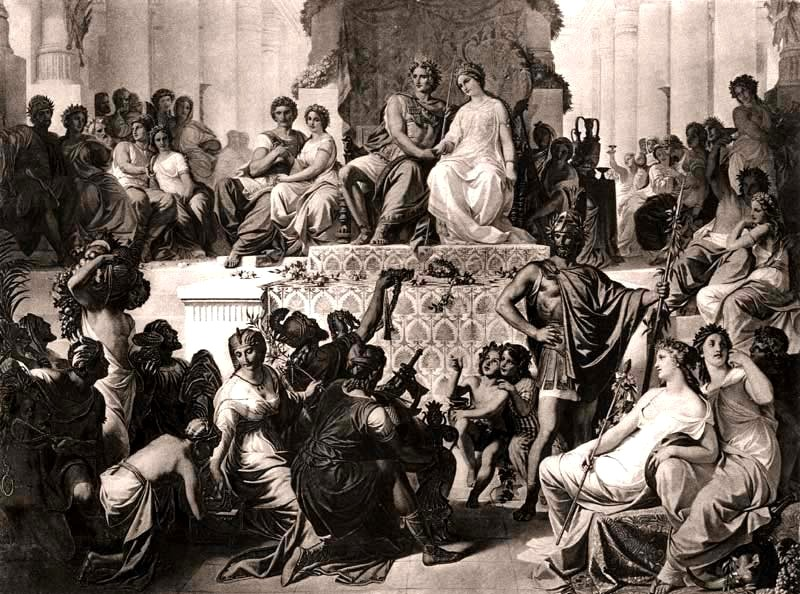
Les noces de Suse, gravure de la fin du XIXe siècle.

Placé à la tête de la chancellerie du roi, Eumène possède, malgré l'inimitié patente d'Héphaistion, un pouvoir considérable. Il reçoit les mêmes honneurs que les Compagnons les plus influents. Durant les noces de Suse, célébrées dans l'ancienne capitale achéménide début 324 av. J.-C., il épouse Artonis, sœur de Barsine, avec qui Alexandre a eu un fils, et d'Artacama, l'épouse de Ptolémée. En 326, il obtient un commandement militaire en Inde,. Puis en 324 il succède à Perdiccas, lorsque celui-ci devient chiliarque, à la tête d'une hipparchie (un escadron d'environ 500 cavaliers).
Un temps en disgrâce à la mort d'Héphaistion, Alexandre en voulant à tous ceux qui ont eu des désaccords avec son favori, Eumène rentre dans les bonnes grâces du souverain en offrant une très importante somme d'argent pour l'édification du tombeau du défunt. il est aussi suffisamment habile pour suggérer aux Compagnons de contribuer à l'héroïsation du favori d’Alexandre. N'ayant plus à craindre la concurrence d'Héphaistion, il fait assurément partie du premier cercle dans les derniers mois du règne d’Alexandre. En mai 323, il participe au banquet dionysiaque (komos) fatal à Alexandre en compagnie des Amis (philois) les plus proches.

### Rédacteur desÉphémérides royales
À la mort de Darius III à l'été 330 av. J.-C., Alexandre confie à son chancelier la rédaction des Éphémérides royales selon un usage perse qui remonte à Xerxès Ier. Nouveau roi d'Asie, Alexandre fait logiquement suite à Darius dans les chroniques achéménides, à distinguer des annales triomphales des rois assyriens. Ce compte-rendu journalier des faits et gestes d'Alexandre se démarque de la biographie épique composée par Callisthène. En effet dès le début de la conquête, le neveu d'Aristote a été chargé de rédiger un Récit de la campagne d'Alexandre ; celui-ci s'achevant autour des années 330-328, Alexandre aurait choisi un nouveau type de journal au moment même où il introduit les usages perses au sein de la cour. Ces Éphémérides auraient contenu des données techniques, budgétaires, diplomatiques ou des notations personnelles d'Alexandre. Les Éphémérides sont perdues et subsistent à l'état fragmentaire. Leurs tailles devaient être importante d'après le fait que Strattis d'Olynthe en fit un résumé en 5 livres.
La question des Ephémérides royales a donné lieu à de nombreuses interprétations. Les sources antiques s'accordent pour faire d'Eumène de Cardia le rédacteur des Éphémérides royales mais peu d’historiens contemporains s'accordent sur le motif de leurs publications à la mort d'Alexandre et sur les différentes versions ayant pu circuler à l'époque. Ptolémée aurait utilisé dans ses Mémoires une version authentique du journal royal. Plutarque et Athénée auraient eu en leur possession des ouvrages apocryphes, peut-être composés à partir des récits de Callisthène et d'Aristobule. Les auteurs anciens qui concèdent utiliser comme source les Éphémérides royales ne rendent compte que des derniers jours d'Alexandre à Babylone. À partir de là on peut penser que seule la fin du journal a été publiée, ou encore qu'une grande partie en a été perdue. Cette hypothèse, qui paraît plausible, émane de Plutarque. Il raconte que pour récupérer une somme impayée Alexandre fait incendier la tente de son chancelier (335), brûlant de la sorte les documents qui s'y trouvaient ; mais il affirme qu'Alexandre aurait ordonné que l’on recopie les archives perdues, bien qu’il paraisse difficile de remplacer un journal. Plusieurs savants hésitent sur le statut des Éphémérides d'après cet incident, si elles furent perdues et donc refaites a posteriori (Pearson) ou que les fragments sont bien authentiques (Wilcken).
Il existe plusieurs hypothèses quant aux motifs de la publication des Éphémérides royales. En 319, Antipater aurait, à la faveur d’un inventaire des archives royales, publié les extraits relatant les beuveries d'Alexandre ; il cherche à faire cesser les rumeurs d'un empoisonnement fomenté par ses deux fils, Iollas, échanson du roi, et Cassandre, ou même à discréditer Alexandre dépravé par les mœurs orientales. Cette partie des Éphémérides royales aurait pu être publiée par Eumène pour disculper Antipater ; thèse qui est réfutable en avançant comme élément de contradiction l'« inimitié mortelle » opposant les deux hommes. Il est tout à fait possible que cette publication ait pu servir de monnaie d'échange lors de négociations de paix menées entre Eumène et Antipater en 319. En revanche si Eumène est le responsable à des fins personnelles de cette publication, nous percevons assez mal l'intérêt que cela représentait réellement pour lui. La publication des Éphémérides pouvait démontrer ses rapports privilégiés avec Alexandre et ainsi renforcer l'adhésion de son armée.

## Diadoque et stratège

### Eumène et la succession d'Alexandre

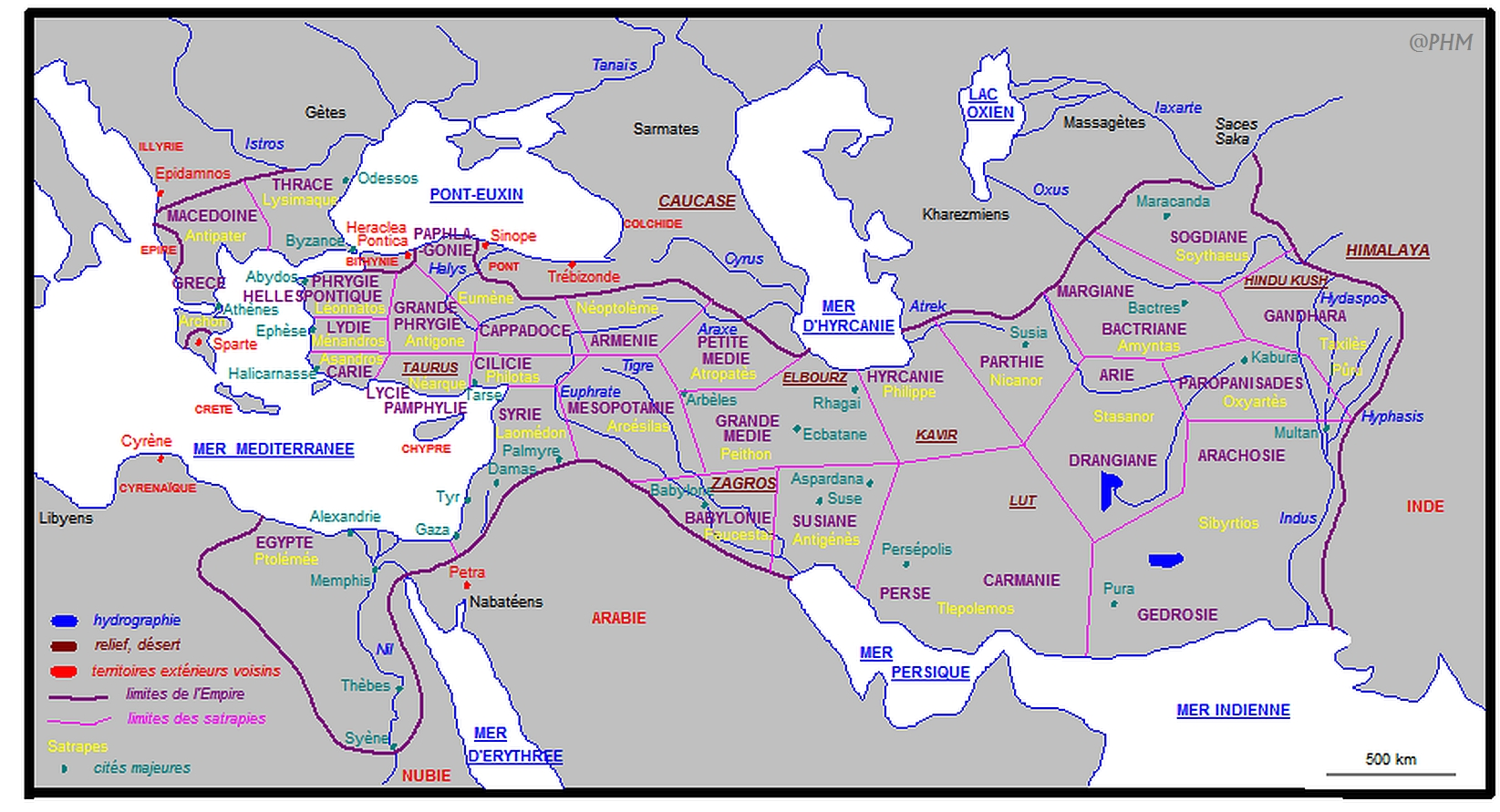
Partage de l'empire d'Alexandre après les accords de Babylone.

Au moment des premières luttes pour le partage de l'empire d'Alexandre, Eumène manifeste une loyauté certaine envers la dynastie argéade. En effet, cette loyauté conditionne sa survie ; en tant que Grec, il ne peut prétendre aux mêmes honneurs que les généraux d'Alexandre et doit, de fait, soutenir la cause d'un maintien de l'unité impériale que garantirait la sauvegarde d'Alexandre IV voire de Philippe III.
Il attache d'abord sa cause à celle de la reine-mère Olympias, probablement sa première alliée et protectrice. Olympias incarne aussi pour Eumène le gage d’une certaine indépendance vis-à-vis de Polyperchon, régent de Macédoine après la mort d’Antipater. Stratège d’Asie en 319 av. J.-C., Eumène détient ses pouvoirs de la régence au nom de Philippe III ; mais en s’engageant pour la survie d’Alexandre IV, il soutient de ce fait la cause d’Olympias. Il est fait mention de plusieurs correspondances qui démontrent qu’Olympias a offert à Eumène une légitimité dans l’exercice de son commandement. En 319, Eumène reçoit en effet une lettre d'Olympias qui lui propose de rentrer en Macédoine pour assurer la protection d'Alexandre IV. Selon Plutarque, Olympias lui aurait même offert de devenir tuteur du jeune roi. En outre, elle lui demande conseil afin de savoir si elle doit rester en Épire ou gagner la Macédoine avec le roi. Eumène lui aurait assuré sa fidélité à l’égard d’Alexandre IV et engagé à rester en Épire. Mais il pourrait s'agir d'un faux en écriture,, sachant que l'ancien archigrammate d'Alexandre est rompu à cet exercice.
Enfin, Olympias envoie au nom des rois l’ordre aux argyraspides et aux trésoriers (gazophylaques) de Cyinda de lui obéir, bien que Polyperchon a déjà donné un ordre dans ce sens. Cela montre une dernière fois que la reine-mère met tout en œuvre pour assurer la légitimité d'Eumène et susciter par les honneurs conférés une pleine adhésion à la cause (perdue) des Argéades. Cependant, dans le contexte de son encerclement à Nora, cette lettre apparaît comme un faux forgé par Eumène et son frère pour faire lever le siège de la citadelle.
Eumène entend par ailleurs montrer son attention pour la sœur d'Alexandre, Cléopâtre, qu'il conseille à Perdiccas d'épouser. Par ailleurs, après avoir vaincu Cratère à l’été 321 à la bataille de l’Hellespont, Eumène s’avance de la Phrygie hellespontique vers la Lydie où il compte montrer ses troupes à Cléopâtre avant de livrer bataille à Antipater. Cette volonté de parader devant la sœur d’Alexandre prouve effectivement qu’il entend s’attacher aux Argéades et rassurer ses officiers car « ils croiraient voir la majesté royale du côté où se tenait la sœur d’Alexandre »
Eumène démontre donc son ambition et son sens politique par sa conciliation dans la crise de succession, par la conquête de la Cappadoce, où il parvient à s'implanter, et par le choix de ses alliés.

### Alliance avec Perdiccas
Lors des accords de Babylone qui suivent la mort d'Alexandre en juin 323 av. J.-C., Eumène œuvre à une réconciliation entre la phalange et la cavalerie des Compagnons à propos de la succession du roi. Il profite de son statut de non Macédonien pour imposer un accord entre les partisans respectifs de Philippe III, le demi-frère d'Alexandre, et ceux du futur Alexandre IV, l'enfant à naître de Roxane. Lors du partage de l'empire, il obtient les satrapies de Cappadoce et de Paphlagonie, mais celles-ci restent à conquérir.
Antigone et Léonnatos sont donc chargés par Perdiccas d'aider à la conquête de la Cappadoce ; mais ils se dérobent, Léonnatos détournant même une partie de l'armée pour se lancer dans la guerre lamiaque et Antigone préférant se réfugier auprès d'Antipater. La désignation d'Eumène porte peut-être ombrage à Antigone qui y verrait un contre-pouvoir en Anatolie. C'est finalement Perdiccas lui-même qui se charge de s'emparer de ces provinces. Il vainc Ariarathe, qui s'est proclamé roi de Cappadoce, et installe Eumène à la tête de sa satrapie. De fait, Eumène s'attache à la cause de Perdiccas et à la défense de l'intégrité de l'empire face aux « forces centrifuges ».
Quand le conflit éclate entre les Diadoques en 322, il est chargé par Perdiccas de contenir en Anatolie, avec l'aide de Néoptolème, les armées d'Antipater et de Cratère soutenues par la flotte commandée par Antigone,. Les suspicions de Perdiccas semblent avoir été fondées, car Néoptolème entre immédiatement en relation avec ses rivaux, et lorsqu’il reçoit l’ordre d’Eumène de le rejoindre avec ses contingents, il refuse de s’y soumettre. En riposte, Eumène marche immédiatement contre lui, met en fuite son armée et rallie ses troupes macédoniennes, auxquelles il fait prêter un serment d’allégeance à Perdiccas. Néoptolème parvient néanmoins à s’enfuir à la tête d’un petit corps de cavalerie et rejoint Cratère après que ce dernier a cherché en vain à rallier Eumène à leur cause. Néoptolème persuade Cratère de marcher contre lui pendant qu’il est encore en train de célébrer sa victoire. Eumène, prudent, ne se laisse par surprendre et décide de rencontrer ses adversaires lors d'une bataille rangée.

### Victoire contre Cratère et Néoptolème
Pendant la bataille de l'Hellespont livrée au printemps 321 av. J.-C., Néoptolème commande l’aile gauche, composée de 20 000 phalangites pour la plupart macédoniens, qui est opposée à Eumène lui-même, à la tête d’une infanterie de 20 000 hommes d’origines diverses et de 5 000 cavaliers avec lesquels il compte emporter la décision. Les deux chefs, devenus des ennemis personnels, se cherchent sur le champ de bataille afin de s’affronter en un combat singulier au cours duquel Néoptolème est tué par Eumène, tandis que Cratère, à la tête de la cavalerie, trouve aussi la mort dans l'affrontement.
Mais l'assassinat de Perdiccas sur le Nil sonne le glas de ses espoirs. Lors des accords de Triparadisos en 321, Eumène est condamné à mort par l'« assemblée macédonienne » et Antigone reçoit pour mission de le combattre au titre de stratège de la régence. Entre 321 et 320, il est progressivement chassé d'Anatolie. Il est battu à la bataille d'Orcyniaet trouve réfuge avec une petite armée dans la citadelle de Nora en Cappadoce, tandis que son allié Alcétas est contraint au suicide en Pisidie. Occupé à reconquérir la Lydie et la Phrygie, Antigone négocie un armistice avec Eumène par l'intermédiaire de Hiéronymos de Cardia, le futur historien des Diadoques.

### Stratège de la régence
La mort d'Antipater à l'été 319 av. J.-C. modifie profondément la situation. Eumène, toujours enfermé dans Nora, est rallié par Polyperchon qu'Antipater a désigné pour lui succéder à la régence de Macédoine, au détriment de son fils Cassandre. Eumène reçoit le titre de stratège autokrator d'Asie,, à charge pour lui de vaincre Antigone ; il récupère en outre la satrapie de Cappadoce. Cette désignation, ainsi que la campagne qu'il mène de l'Anatolie à l'Iran, peuvent paraître surprenante pour un homme de « plume et de cabinet »,.
Polyperchon ordonne aux trésoriers de Cyinda en Cilicie, où demeure une grande partie du trésor de guerre d'Alexandre, de donner les moyens financiers nécessaires à Eumène pour lever une armée. Les bataillons des 3 000 Argyraspides, vétérans des campagnes asiatiques, se range à son ambition de lutter pleinement pour le maintien de l'empire et la sauvegarde de la royauté argéade. Eumène n'hésite pas à refuser toute gratification personnelle et à s'effacer devant le souvenir d'Alexandre. Il est vrai que ses origines grecques constituent un handicap ; il lui est difficile de conserver la fidélité de ses troupes essentiellement constituées de Macédoniens sans rappeler sans cesse son attachement à Alexandre et aux Argéades.
La première opération menée par Eumène, qui se trouve rapidement à la tête d'une armée importante (plus de 20 000 hommes), est de descendre vers la Phénicie au début de l'année 318 av. J.-C., son objectif initial étant de construire une flotte afin de rejoindre Polyperchon en mer Égée. Mais la menace de la flotte de Ptolémée, allié de Cassandre et d'Antigone, et le désastre subi par la flotte de Polyperchon le font renoncer à son projet.
Il choisit alors de remonter vers la Mésopotamie afin d'éloigner Antigone de ses bases arrière et de rallier les satrapes de la partie orientale de l'empire en révolte contre Peithon, le satrape de Médie qui s'est allié à Antigone. Eumène hiverne en Babylonie entre 318 et 317 et se heurte à Séleucos et Peithon. Eumène livre bataille à Séleucos sur les rives de l'Euphrate et s’empare de la citadelle de Babylone. Eumène tente par la suite de traverser le Tigre mais Séleucos fait inonder le passage en rompant les digues d’un canal. Craignant que sa satrapie ne soit complètement occupée, Séleucos finit par proposer une trêve à Eumène. Ces événements, exposés par Diodore, semblent en partie confirmés par les chroniques babyloniennes intitulées Chronique des Diadoques.

### Lutte contre Antigone

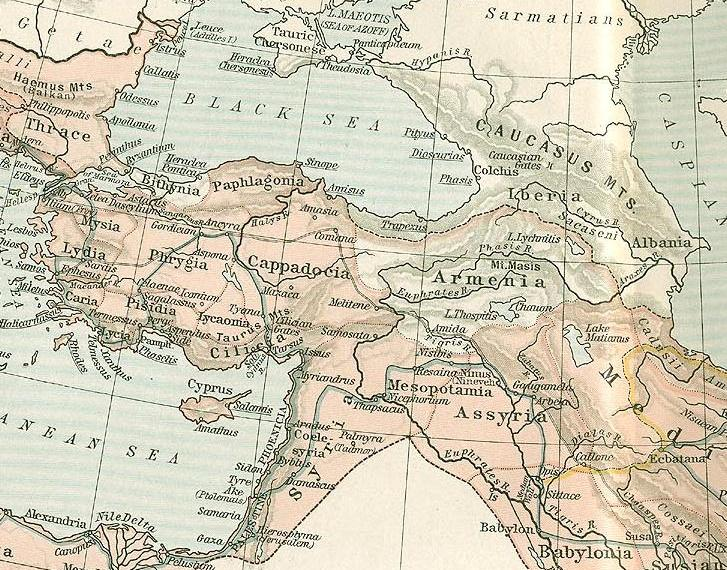
L'Orient au début de l'époque hellénistique.

En parvenant en Susiane, Eumène reçoit le renfort des satrapes orientaux dirigés par Peucestas. Cette armée, nombreuse et expérimentée doit lui permettre de remporter la victoire contre Antigone mais certains de ses alliés sont peu fiables et contestent son autorité. L’effectif de l’armée royale a été augmenté par des troupes venues des satrapies de Haute Asie : Mésopotamie, Perside, Carmanie, Arachosie, Arie-Drangiane et Inde. À son départ de la forteresse de Nora, Eumène dispose de 500 cavaliers, auxquels il ajoute 2 000 fantassins recrutés en Pisidie et en Cappadoce. Dès son arrivée à Cyinda, où est entreposé le trésor royal, en 318 av. J.-C., Eumène dépêche des agents afin de recruter des mercenaires en Phénicie, en Syrie, en Pisidie, en Lycie et à Chypre. Cette campagne s’avère fructueuse : il parvient à enrôler près de 10 000 fantassins et 2 000 cavaliers. Puis il s’avance de la Cilicie vers la Phénicie pour faire face à Ptolémée ; et après avoir quitté la Phénicie sous la menace d’Antigone, Eumène gagne en 317 la Susiane d’où il envoie les ordres royaux aux satrapes de Haute Asie. Ces derniers s’étant auparavant coalisés contre Peithon, le satrape de Médie rallié à Antigone, et ont déjà regroupé leurs troupes, expliquant qu’Eumène a pu immédiatement disposer des levées de Haute Asie.
Il est possible d'estimer l’effectif de cette armée des satrapies orientales à 18 500 fantassins, 4 210 cavaliers et 120 éléphants. Ce qui donne approximativement pour l’effectif complet de l’armée commandée par Eumène : 36 500 fantassins, 7 000 cavaliers et 120 éléphants, chiffres qui correspondent à ceux annoncés par Diodore pour la bataille de Paraitacène.

### Défaite et mort d'Eumène
Dès sa jonction avec les armées de Haute-Asie au début de l'année 317 av. J.-C., l’autorité d’Eumène est contestée. Peucestas, le sômatophylaque d'Alexandre et satrape de Perside, a été promu stratège en chef en raison de son rang et de l’importance de sa satrapie. Il estime donc que le commandement de l’« armée royale » lui revient de droit. Antigénès, le commandant des Argyraspides, déclare quant à lui que le stratège doit être désigné par la seule Assemblée des Macédoniens. Eumène parvient néanmoins à imposer un commandement collégial, symbolisée par l’adoption de la cérémonie du trône d’Alexandre. Plutarque décrit les mœurs en vigueur au sein du camp, devenu « un lieu de fête, de débauche, et aussi d’intrigues électorales pour le choix des généraux, tout comme dans un état démocratique ». Ce partage de l’autorité s'avère purement formel car il semble que seul Eumène délivre sentences et promotions en vertu de son rang de stratège autokrator.
La première rencontre avec l'armée d'Antigone a lieu à l'automne 317 à la bataille de Paraitacène, aux confins de la Susiane et de la Carmanie, et se termine par la victoire d'Antigone bien qu'il subit des pertes sévères. Les deux armées se retirent pour hiverner ; quand au début de l'année 316, Antigone parvient par une attaque surprise à contraindre Eumène à livrer bataille en Gabiène. Malgré une vive résistance des Argyraspides, Eumène est vaincu à cause de la trahison de Peucestas qui rompt le combat avec ses cavaliers. Il est livré à Antigone par les Argyraspides, dont le camp avec femmes et enfants a été pris, et exécuté conformément à la décision prise lors des accords de Triparadisos.

## Satrape de Cappadoce

### Eumène et l'administration satrapique

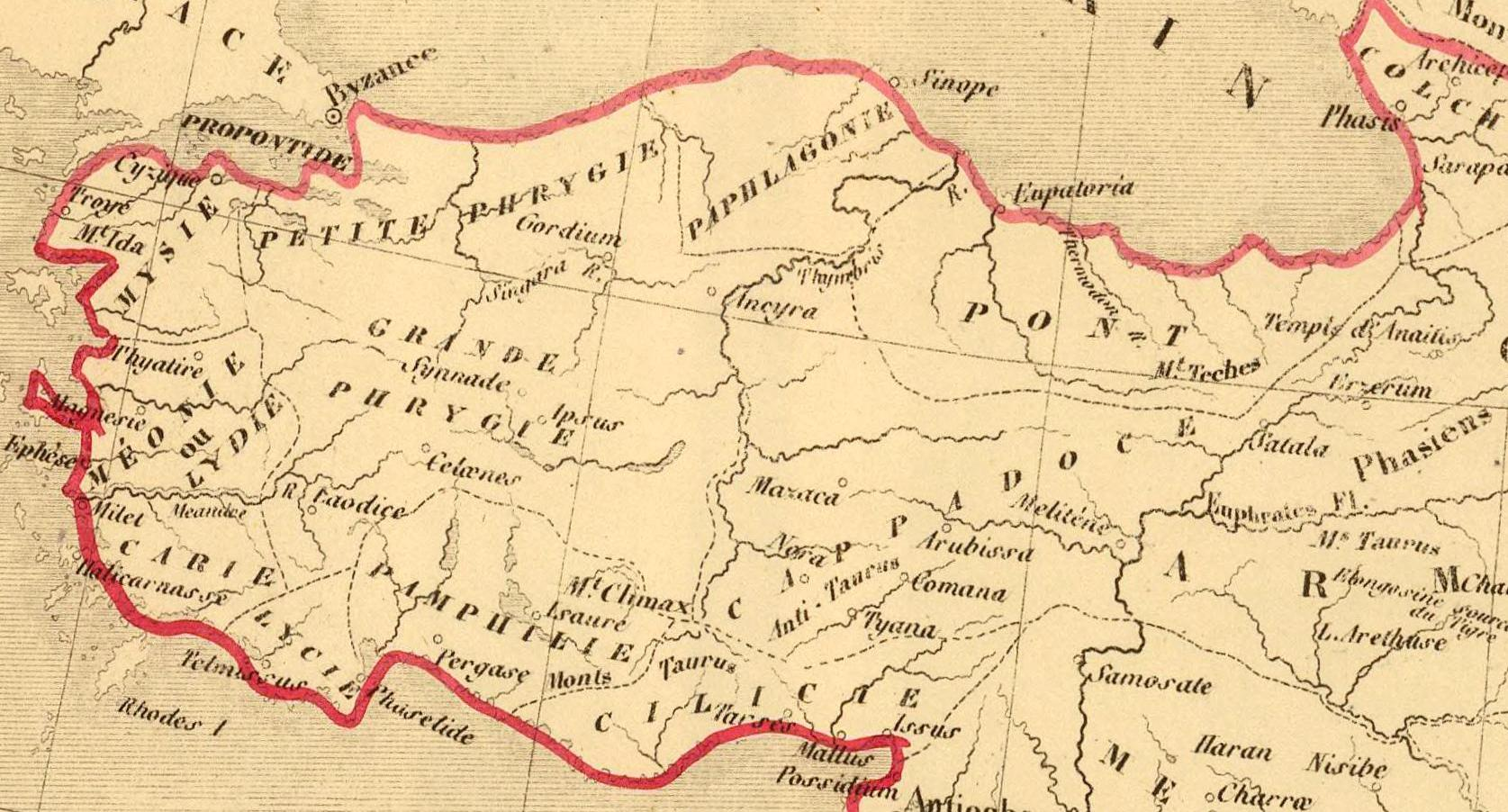
L'Anatolie au temps des Diadoques.

La « politique » menée par Eumène en Cappadoce Pontique (augmentée de la Paphlagonie) est connue grâce à Plutarque qui délivre un précieux témoignage sur la gestion d'une satrapie au début de l'époque hellénistique. Plutarque expose en effet les décisions prises par Eumène dès son installation à la tête de la satrapie au cours de l’année 322 : 

« Il confia les villes à ses amis (philoi), établit des chefs de garnisons (phrourarchous) et laissa les juges (dikastas) et les administrateurs (dioikétas) qu’il voulut (…). »

Eumène remet donc les cités à ses amis en tant que délégués du satrape. Il ne fait pas pour autant un don (dôrea) à ses proches. Car on trouve ici le terme parédôké qui peut signifie littéralement « remettre », comme dans les redditions de places fortes, indiquant qu'Eumène agit en territoire conquis et que la charge de ses amis est provisoire. Les cités côtières du Pont-Euxin concernées sont sans doute Kérasos et Kotyora ; on peut dans tous les cas exclure Sinope qui conserva son tyran jusqu’en 290, Amisos où la démocratie a été restaurée par Alexandre et Héraclée du Pont dont le tyran, Dionysios, est soutenu par Cléopâtre, la sœur d'Alexandre. Quant aux cités de l’intérieur, il pourrait s’agir d’Hanisa et de la capitale d’Ariarathe, Gaziura. Les phrourarques sont à distinguer des chefs de garnisons connus dans les cités hellénistiques. Il s'agit ici des gouverneurs de forteresses, voire de places fortes abritant les trésors satrapiques car Eumène aurait obtenu l’usufruit des trésors satrapiques,. La nomination des dikastes de Cappadoce, personnellement choisis par le satrape, est l’un des rares cas connus pour le début de l'époque hellénistique. On peut s’interroger sur leurs prérogatives, et seule une comparaison avec les dikastes attalides et les laocrites lagides permet de les envisager : ils seraient chargés de rendre la justice dans la chôra au nom du satrape. Quant aux dioicètes, héritiers des intendants perses, leurs fonctions sont essentiellement financières. Sous le règne d’Alexandre sont mentionnés à Sardes et à Babylone des dioicètes chargés de percevoir le tribut (phoros). Il est envisageable qu'ils existent dans tout l'empire suivant l'héritage achéménide, la mission de ces intendants étant de lever les impôts et de gérer les domaines satrapiques.
Eumène manifeste donc l'ambition de s'implanter durablement en faisant de la Cappadoce sa base d’opérations, même après sa disgrâce des accords de Triparadisos (mai 321). Il y séjourne durant l'hiver 321-320; il détient des otages cappadociens à Nora et dispose à son retour de chevaux (estimé à un millier), de bêtes de somme et de tentes. À sa mort en 316, son épouse Artonis ainsi que leurs enfants y résident toujours.

### Eumène et les levées de troupes indigènes
Après avoir organisé sa satrapie, Eumène retrouve Perdiccas et les rois en Cilicie, peut-être au cours de l’hiver 322-321 av. J.-C.. Le chiliarque lui demande alors de retourner en Cappadoce car il a besoin d'un homme sûr qui puisse surveiller les agissements de Néoptolème en Arménie ; à cette date Perdiccas n’a pas encore confié à Eumène la défense de l'Anatolie. C'est donc à son retour en Cappadoce qu’Eumène décide de recruter des cavaliers indigènes. Cette levée revêt un caractère exemplaire et semble avoir eu un intérêt politique sous-jacent. Eumène cherche bien sûr se doter d’un corps de cavalerie qui puisse accroître sa puissance militaire. Mais il entend également faire contrepoids à l’infanterie macédonienne ; en effet selon Plutarque le corps des cavaliers orientaux sert d’antitagma à la phalange, car celle-ci ne manifeste pas une grande loyauté envers le « scribe grec ».
Plutarque indique par ailleurs qu'Eumène a accordé de nombreux privilèges aux cavaliers indigènes afin d'en recruter le plus grand nombre. Il offre des exemptions de taxes et délivra honneurs et présents. Ce qui tend à montrer que cette levée se fait bien au nom du satrape. Eumène achète également des chevaux qu'il donne à « ceux des siens en qui il avait le plus confiance », c’est-à-dire probablement aux cavaliers de son agèma. Enfin, Eumène organise des exercices et des manœuvres ; même si Cornélius Népos affirme que ses troupes manquent à cette date d’entraînement. L’effectif de la cavalerie est estimé par Plutarque à 6 300 Cappadociens et de Paphlagoniens. Cet effectif peut paraître important si on le compare avec celui des batailles de Gabiène et Paraitacène. Il est d'ailleurs possible que cette cavalerie soit également constituée de Thraces.
Quelques historiens ont souligné le caractère unique de cette levée et font d'Eumène le seul à poursuivre la politique d’intégration d’Alexandre. Franz Altheim estime « qu’il n’y eut qu'un homme (…) pour penser qu’il fallait appeler des Asiatiques au service militaire ». Édouard Will affirme quant lui qu'Eumène « semble avoir été le seul, une fois installé dans son gouvernement (…) à poursuivre cette politique favorable aux Iraniens »[réf. incomplète]. Toutefois, au contraire d'Alexandre qui a incorporé des cavaliers orientaux (les épigones) dans les hipparchies de Compagnon, Eumène n'opère jamais de fusion tactique. Les cavaliers indigènes forment des unités distinctes de la cavalerie macédonienne. En effet lors de la bataille de l'Hellespont contre Cratère, les cavaliers orientaux forment deux escadrons, commandés respectivement par Phoenix de Ténédos et par Pharnabaze, le frère d'Artonis. Il faut donc comprendre qu'Eumène adopte ici une attitude réaliste comme nombre de satrapes macédoniens à cette époque : il cherche à redonner courage et efficacité à une armée déficiente en cavalerie, et compte sur ces recrues, comparables à des mercenaires vu les privilèges accordés, pour former un corps opérationnel.
Finalement, bien qu'Eumène apparaisse avoir été sous la tutelle de Perdiccas, on constate que ce dernier lui laisse le choix de ses administrateurs et qu'il ne se mêle guère de l’administration de la Cappadoce. Le chiliarque lui confie de vastes pouvoirs financiers et lui offre des facilités comme l'attestent les exemptions de tribut. On peut remarquer que Séleucos fut également l’unique responsable des finances de Babylonie,, et que son prédécesseur, Archon, bénéficie des mêmes prérogatives. Eumène n'est donc pas le seul à contrôler les revenus satrapiques. Il est d'ailleurs probable qu'à cette époque l'ensemble des satrapes disposent pour leur propre compte des revenus du domaine, alors que les rois (et leurs régents) puisent eux dans les trésoreries de Sardes, de Cyinda ou de Suse.

## Eumène et les Argéades

### La loyauté envers les rois

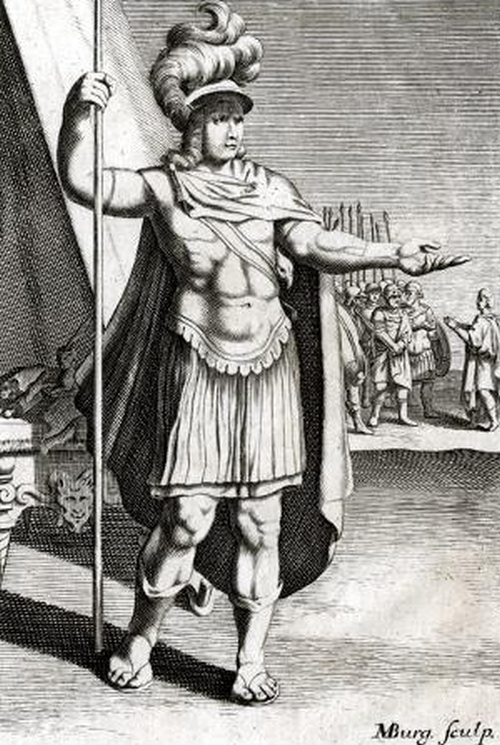
Illustration d'Eumène de Cardia, XVIIe siècle.

Avant de recevoir le titre de stratège de l'armée royale en 319 av. J.-C., Eumène a d'abord tenu lieu de conseiller et de conciliateur au profit des Argéades. Parmi les derniers proches d'Alexandre à défendre la cause du jeune Alexandre IV, et accessoirement celle de Philippe III, Eumène est le plus sûr allié d'Olympias et de sa fille Cléopâtre. Ces relations diplomatiques sont illustrées par trois épisodes distincts : la rencontre entre Eumène et Cléopâtre à Sardes, la bataille manquée contre Antipater et les correspondances échangées avec Olympias. Eumène, banni par les généraux macédoniens et isolé depuis la mort de Perdiccas en 321, ne peut satisfaire son ambition sans passer au service direct des Argéades. Ayant été destitué de sa satrapie par les accords de Triparadisos, Eumène ne manifeste plus de légitimes ambitions territoriales, ni encore moins d'ambitions impériales au même titre que les Diadoques. La fidélité à l’égard des rois répond d'abord à la menace que représente désormais Antigone et aux ordres imposés par Polyperchon et Olympias. Les sources anciennes, largement influencées par Hiéronymos de Cardia, exaltent le loyalisme désintéressé du personnage
Ce loyalisme s'illustre d’abord par le serment passé par Eumène au nom d'Olympias et des rois lors des négociations avec Antigone. En effet selon Plutarque, à la suite de la mort d’Antipater (319), Antigone aurait offert à Eumène, enfermé dans la forteresse de Nora, de contracter une alliance. Eumène aurait placé en tête de la formule le nom des rois et surtout, à la différence d’Antigone, celui d'Olympias, gagnant de cette manière l'approbation des assiégeants macédoniens. Mais il est possible qu'il s'agisse d'une invention de Douris reprise par Plutarque qui est le seul à évoquer ce serment. Si Eumène manifeste une telle loyauté envers les Argéades, c'est avant tout qu'il entend ne pas se soumettre à Antigone et démontrer aux Macédoniens qu’il demeure au service de la dynastie. Cet acte témoigne d'un certain opportunisme car il est établi qu'Antigone n'est pas présent lors de l'échange des serments,, permettant à Eumène d'imposer plus facilement ses conditions à une armée macédonienne naturellement réceptive à la modification de la formule au nom de la mère d'Alexandre.

### Relations avec Cléopâtre
Perdiccas a tenté avec l’approbation d'Olympias, et comme le lui aurait conseillé Eumène, de contracter un mariage avec Cléopâtre, la sœur d'Alexandre, non sans avoir négocié sans succès un mariage avec Nikaia, fille d’Antipater. Accompagné de Cléopâtre et des rois, Perdiccas aurait pu marcher sur la Macédoine et destituer Antipater. Le chiliarque confie donc à Eumène la mission d’apporter la dot à Cléopâtre. Chargé de défendre l'Hellespont contre un débarquement d'Antipater et d'Antigone, Eumène conduit son armée de Pisidie jusqu’en Phrygie hellespontique (mars 321). Il fait, escorté de son agèma, un passage à Sardes (en Lydie) où Cléopâtre s'est réfugiée depuis la mort de Léonnatos. La thèse la plus communément admise veut qu'Eumène ait fait une halte à Sardes sur le trajet vers l'Hellespont ; mais on peut aussi supposer qu'Eumène soit arrivé à Sardes après avoir placé ses troupes en Phrygie Hellespontique. Antipater et Cratère rallient en effet des troupes sur l'Hellespont. Néanmoins rien ne prouve que cette armée ait été placée là par Eumène. Antigone atteint la côté ionienne au printemps 321 après avoir débarqué en Phrygie Hellespontique en soutien d’Antipater et de Cratère ; prévenu de la présence d'Eumène par Ménandre, satrape de Lydie, Antigone marche alors vers Sardes. Eumène en est averti par Cléopâtre et prend la fuite avec sa garde vers la Cappadoce. Sans doute, Cléopâtre cherche-t-elle à protéger un partisan résolu de la dynastie et à servir la cause de Perdiccas, son époux potentiel, dont la défaite prochaine sur le Nil n'est pas attendue.
Un second épisode démontre la valeur du lien qui unit Eumène et Cléopâtre, et l’ascendant qu'a cette dernière. Après avoir vaincu Cratère à l’été 321 à la bataille de l’Hellespont, Eumène s’avance de la Phrygie hellespontique vers la Lydie où il compte montrer ses troupes à Cléopâtre avant de livrer bataille à Antipater. Que le Cardien ait eu le souhait de parader devant la sœur d’Alexandre prouve effectivement qu’il entend s'attacher aux Argéades et rassurer ses officiers car « ils croiraient voir la majesté royale du côté où se tenait la sœur d’Alexandre ». Mais Cléopâtre, afin de ne pas se « faire accuser chez les Macédoniens d'être la cause de la guerre », et surtout afin de ne pas se discréditer auprès du puissant stratège d'Europe, réussit à convaincre Eumène de quitter la Lydie. Nous pouvons constater que les rencontres entre Eumène et Cléopâtre se sont déroulées, non au profit des rois, mais bien dans le cadre de négociations matrimoniales et de la guerre de Perdiccas.

### Eumène, allié d'Olympias

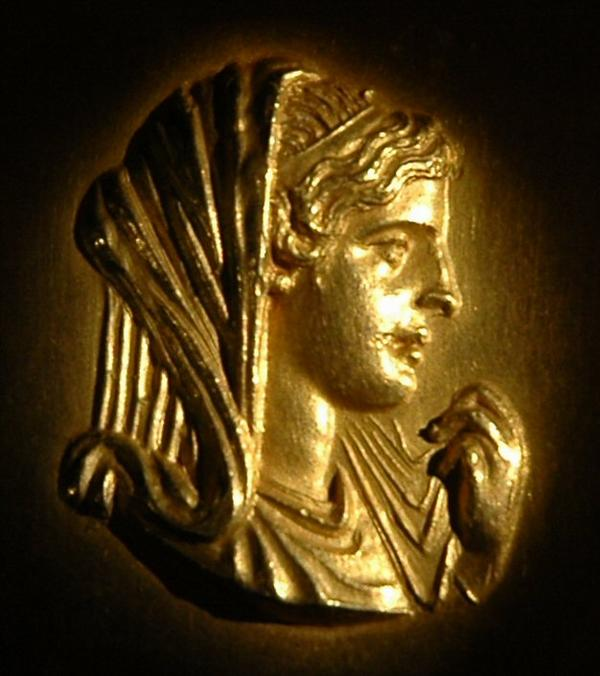
Monnaie à l'effigie d'Olympias.

Olympias s'avère assurément la première alliée et protectrice d'Eumène. On peut même estimer que celui-ci s'en est fait le porte-parole. Olympias incarne aussi pour Eumène le gage d'une certaine indépendance vis-à-vis de Polyperchon, régent de Macédoine depuis la mort d'Antipater (été 319 av. J.-C.). Stratège d'Asie, Eumène reçoit ses pouvoirs de Polyperchon au nom de Philippe III ; mais en s’engageant aussi pour la survie d'Alexandre IV, il soutient de fait la cause de la reine-mère.
Il est fait mention de plusieurs correspondances qui démontrent qu'Olympias offrit à Eumène une légitimité dans l’exercice de son commandement militaire. À la mort d’Antipater en 319, Eumène reçoit en effet une lettre d’Olympias lui proposant de rentrer en Macédoine pour assurer la protection du petit Alexandre IV ; selon Plutarque, Olympias lui aurait même offert de devenir tuteur du jeune roi. En outre, elle lui demande conseil afin de savoir si elle doit rester en Épire ou gagner la Macédoine avec le roi. Eumène lui aurait assuré sa fidélité à l'égard d’Alexandre IV et engagé à rester en Épire. Pierre Briant estime qu'il s'agit là d’une lettre inventée par l'ancien archigrammate, rompu à ce genre d’exercice, : il fait par exemple croire en 316 à la mort de Cassandre et à l’avènement d’Olympias ; il rédige également de fausses lettres afin d'affermir la loyauté de ses troupes. À cette date, les rois étant sous la garde de Polyperchon, pour quelle raison la reine implore-t-elle le secours d’Eumène ? Pourquoi Olympias aurait-elle demandé l'avis d’Eumène alors qu’elle « savait faire preuve d’esprit de décision » ? On peut objecter qu'Alexandre IV, bien que sous la garde de Polyperchon, est sous la menace de Cassandre, son futur assassin. Olympias et ce dernier se vouent d'ailleurs une haine tangible, ce qui expliquerait que la reine-mère n'a pas écouté l'appel de Polyperchon pour revenir en Macédoine.
Après qu'Eumène ait été désigné stratège autokrator d'Asie, Olympias envoie au nom des rois l’ordre aux argyraspides et aux gardiens du trésor (gazophylaques) de lui obéir, bien que Polyperchon ait déjà donné un ordre dans ce sens. Cela montre une dernière fois qu’Olympias met tout en œuvre pour assurer la légitimité d'Eumène et susciter par les honneurs conférés une pleine adhésion à la cause des Argéades.

## Eumène et son armée

### Relations avec la troupe
Comparé à ses principaux rivaux, Eumène a souffert de nombreuses séditions. Celles-ci s’expliquent par ses origines non macédoniennes, son statut de condamné à mort après Triparadisos et les manœuvres des Diadoques, mais aussi par les usages du mercenariat. Il faut distinguer ici les rapports entretenus avec les troupes personnellement recrutées, les contingents satrapiques et les vétérans macédoniens, et remarquer que les désertions concernent davantage ces derniers. La nature des relations nouées entre le stratège et ses soldats est bien connue grâce à l’épisode des donations de Phrygie ; à la nuance près que cet épisode tient lieu avant la prise de fonction d'Eumène à la tête de l’armée royale en 319 av. J.-C. Après son départ de Sardes à l’automne 321, Eumène prend en effet ses quartiers d’hiver à Kelainai et verse aux soldats du contingent macédonien leur solde. Plutarque évoque avec précision la nature de la transaction : 

« Comme il avait promis à ses hommes (stratiôtai) de leur payer leur solde dans les trois jours, il leur vendit les fermes et les châteaux (tétrapyrgia) du pays (chôra) qui regorgeaient d’esclaves (sômata) et de bestiaux. Celui qui les recevait, commandant de corps (hégémônes) ou chef de mercenaires, les prenait d’assaut avec les engins et les machines que lui fournissait Eumène, et, en proportion de la somme qui leur était due, les soldats se partageaient le butin. »

 Ce texte a été étudié en détail par Pierre Briant. L'historien entend démontrer qu’il ne s’agit pas ici d’un témoignage de la survivance des structures féodales en Phrygie comme certains historiens, dont Michel Rostovtzeff, l'ont considéré. Le terme sômata ne signifie pas forcément « esclaves », mais aussi bien « hommes » ; les tétrapyrgia (littéralement une construction carrée munie de quatre tours d'angles) pourraient être des fermes fortifiées. Par ailleurs cette vente ne prouve pas qu’il y ait eu une cession de la terre royale ou la constitution de domaines par les hégémônes. Eumène agit en effet pour payer la troupe, et non pour installer des officiers macédoniens aux dépens de l’aristocratie locale. Voyons enfin les termes du contrat (homologiai) et les mécanismes de la vente. Habituellement le salaire (misthos) se verse en argent et non en nature. Le butin et les biens matériels revenant de droit aux soldats, le stratège se réserve lui le bénéfice de l’asservissement des populations capturées. Eumène effectue donc une vente de biens qu’il ne possède pas encore, à charge pour les soldats de s'en emparer. Pierre Briant suggère à ce propos que les Macédoniens « n’avaient qu’une confiance très limité dans le Kardien. En prenant eux-mêmes d'assaut les villages et les fermes, ils étaient sûrs qu’Eumène ne pourrait violer l’accord qui stipulait l’abandon de sa part (…) ».
Durant toutes les campagnes d'Asie, les soldats macédoniens d'Eumène conservent le contrôle du butin. Outre l’épisode de Kelainai, les soldats en route vers Sardes pillèrent l'Éolide au printemps 321. À l’issue de la bataille d'Orcynia livrée au printemps 320, les Macédoniens veulent s’emparer des bagages d'Antigone. Enfin durant l’hivernage à Suse en 318-317, Eumène verse d’avance six mois de solde aux argyraspides, très probablement en prélevant la somme dans le trésor royal. Eumène a donc tenté d'assurer la fidélité des soldats, plus précisément des vétérans Macédoniens, en leur faisant bénéficier d’un traitement très favorable. Les avances (prodoma) étaient courantes avant les grandes batailles.

### Séditions de soldats
La nature même de la hiérarchie au sein des armées hellénistiques explique la fragilité d'Eumène et les nombreuses défections parmi ses troupes. Les hégémonès apparaissaient comme les véritables employeurs de la troupe et s’unissent au stratège par un contrat financier (homologiai). Leur trahison était le plus souvent achetée par les généraux adverses. Les hégémonès qui commandaient des tagma régionaux ralliaient dans leurs défections des contingents entiers.
Dès le début de la campagne d'Anatolie en mars 321, les troupes placées sur l'Hellespont se rendent en masse auprès d'Antipater et de Cratère. Lors de la campagne contre Néoptolème, la même année, Eumène fait face à la défection de Pigrès, l'un des chefs de la cavalerie cappadocienne. Les Macédoniens ralliés par serment après la mort de Cratère s’échappent rapidement auprès d'Antipater. Peu avant la bataille d'Orcynia (printemps 320), Perdiccas, un officier de haut rang, déserte avec 3 000 fantassins et 500 cavaliers. Eumène charge alors Phoenix d’attaquer leur campement ; les meneurs, dont Perdiccas, sont mis à mort et les déserteurs ralliés. Par ailleurs, Antigone est parvenu à convaincre l'un des commandants de cavalerie, Apollonidès, de trahir Eumène et de fuir durant la bataille,. Bien que défait à cause de cette trahison, Eumène, poursuit le traître qu'il fait exécuter. La victoire d’Antigone à Orcynia entraîne un renforcement de son armée, rejointe par des soldats auparavant au service d'Eumène ; mais leur importance n'est connu.
Pour autant Eumène n'est pas le seul général à souffrir de désertions massives. C'est aussi le cas pour Antipater et Antigone durant la campagne d'Anatolie en 321. Antigone manque aussi de perdre en Carie durant l’hiver 320-319 un corps de 3 000 fantassins au profit d’Alcétas.

### Insoumission des satrapes d'Asie
Dès sa jonction avec les armées satrapiques en 318, La position d'Eumène est contestée. Peucestas, satrape de Perside, promu stratège en chef par les satrapes de Haute Asie en raison de son rang et de l'importance de sa satrapie,, affirme que le commandement de l'armée royale lui revient de droit. Antigénès, le chef des argyraspides, déclare également que le stratège devait être désigné par la seule Assemblée des Macédoniens. Eumène parvient néanmoins à imposer un commandement collégial, symbolisé par l’adoption de la cérémonie du trône d'Alexandre. Plutarque décrit les mœurs en vigueur au sein du camp, devenu « un lieu de fête, de débauche, et aussi d’intrigues électorales pour le choix des généraux, tout comme dans un état démocratique ». Ce partage de l’autorité s'avère formel car il semble que seul Eumène délivre sentences et promotions en vertu de son rang de stratège autokrator.
Au nom des rois, Eumène emprunte auprès des satrapes et des stratèges une somme de 400 talents, « afin de leur donner confiance et de les amener à le ménager en les faisant trembler pour leurs créances ». Lors de la campagne de Gabiène, Eudamos et Phaedimos auraient d'ailleurs refusé de comploter contre Eumène, « non point par dévouement (…) mais par crainte de perdre l’argent qu’ils lui avaient prêté ». Dans le même esprit, Eumène effectue des dons aux satrapes afin d'assurer leur fidélité. Eudamos ayant amené du Penjab un corps de 120 éléphants de guerre, Eumène feint de le dédommager en lui accordant 200 talents prélevés dans le trésor royal.
Lors du banquet de Persépolis, Peukestas a l'occasion d'affermir sa popularité et sa prétention au commandement suprême. Eumène déjoue ces calculs en faisant circuler de fausses lettres en araméen, écrites au nom du satrape d’Arménie, selon lesquelles Polyperchon avait atteint la Cappadoce. Par ailleurs, Eumène s'oppose à Sibyrtios, satrape d'Arachosie et allié de Peucestas. Ce dernier ayant renvoyé une partie de sa cavalerie dans sa satrapie, Eumène confisque son train de bagages (aposkeuè) et le fait passer en jugement. Le satrape prend alors la fuite auprès d'Antigone. Cette défection n'est pas un cas isolé. Lors de la campagne de Gabiène, Peucestas tente de fuir à l'approche d'Antigone ; mais Eumène parvient à le rallier à temps. D’après Plutarque, à la veille de la bataille, les généraux se seraient rassemblés afin de comploter : « ils furent tous d’avis d’utiliser [Eumène] pour la bataille et de le tuer aussitôt après », excepté Eudamos et Phaedimos.

### La question des vétérans macédoniens
L'autorité d’Eumène ne provient pas d’une acclamation de l'armée macédonienne, mais sur un échange de serments qui repose sur les ordres de la régence que valide un contrat financier. Les Macédoniens « en armes » ont déjà prêté serment à Alexandre ; mais cet acte symbolise là un consensus autour du nomos (« loi coutumière ») national, les soldats ayant juré sous serment de suivre Alexandre au moment de leur incorporation. Eumène échange des serments avec les Macédoniens pendant la campagne d'Anatolie en 321 av. J.-C. et à Kelainai avant le versement des donations. Un serment est très probablement passé à Cyinda entre les argyraspides et le stratège des rois; il semble avoir été renouvelé à chaque paiement de la solde, soit tous les trois ou quatre mois. C’est ainsi qu'à trois reprises durant l’année 317, les vétérans macédoniens jurent fidélité à Eumène. Celui-ci semble avoir conservé l'estime de la troupe durant les campagnes d’Asie. Tandis qu’Antigone s’approche du Copatrès, les soldats et les officiers macédoniens viennent à réclamer Eumène comme général en chef. Enfin, à la suite du banquet de Persépolis, Eumène tombe gravement malade ; et lorsqu'Antigone range son armée, les Macédoniens de l’armée royale refusent de s'avancer tant qu'Eumène ne serait pas rétabli et l’acclament quand ils le voient arriver. Ces épisodes font dire à Plutarque que les Macédoniens considèrent Eumène comme « le seul capable de commander et de faire la guerre », et les généraux comme « de brillants ordonnateurs de banquets et de fêtes ».
Eumène doit donc faire à l'influence des Diadoques qui tentent à de nombreuses reprises de corrompre les argyraspides. Ptolémée envoie une délégation en Cilicie dès leur incorporation dans l'armée d'Eumène. Antigone offre à Antigénès et à Teutamos des sommes conséquentes afin de les rallier. Teutamos se laisse convaincre, mais Eumène parvient à déjouer le complot. Par la suite, Antigone renouvelle sans succès ses propositions en Perside. Enfin, lors de la campagne de Babylonie, Séleucos tente lui aussi de rallier les « boucliers d’argent ». On constate néanmoins que les vétérans macédoniens ont respecté leurs engagements. Malgré les offres des Diadoques, ils manifestent leur loyauté envers la royauté, et un réalisme certain, en restant aux côtés d'un stratège qui offre de confortables garanties, comme le montre l'avance versée pour six mois et les dôreai de Kelainai. Le sort réservé aux vétérans à l'issue de la défaite d'Eumène semblent indiquer a posteriori qu’ils ont eu raison de se méfier d'Antigone. Pour autant les argyraspides n'éprouvent aucune hésitation à livrer Eumène après que leurs bagages et leurs familles ont été pris par la cavalerie d'Antigone. Les Macédoniens ont manifesté à de nombreuses reprises leur désir de retourner dans leur patrie. Ils reprochent finalement à Eumène qu’« après tant d’années de services, au moment où ils retournaient chez eux avec le butin de tant de guerres (…), il les avait rappelés pour de nouveaux combats ». Cette attitude peut paraître contradictoire car ils veulent « à la fois accumuler des richesses et rentrer en Macédoine ». Face à la trahison des argyraspides, Eumène aurait répondu : « Puisez vous, sans biens, sans patrie, passer toute votre existence exilés dans un camp ». Antigone se charge de la sentence : Antigénès et Teutamos sont brûlés vifs ; quant aux vétérans, Antigone les envoie combattre dans les déserts d'Arachosie où ils furent décimés lors de vaines campagnes.
Les campagnes militaires d’Eumène consacrent indubitablement une rupture avec l'idéologie du chef. Les armées, constituées majoritairement de mercenaires asiatiques et de vétérans macédoniens, se lient désormais par serments au stratège. Soumis aux conditions d’hégémônes stipendiés et aux défections multiples, celui-ci doit s'appuyer sur le prestige de la victoire, génératrice de butin (misthos), davantage que sur l’autorité confiée par une royauté en déchéance. Cette évolution trouve sa pleine mesure dans le déclin du ta patria observé parmi les armées d’Orient, le mercenariat se substituant désormais à l’idée d'une nation en arme. Constatons pourtant que les argyraspides se sont engagés à servir les rois et qu'ils désirent rentrer en Macédoine tout en apparaissant dans leur bon droit, nuançant la « désintégration du nômos macédonien » évoquée par Pierre Briant.

## Instauration du culte d’Alexandre

### Cérémonie du trône vide

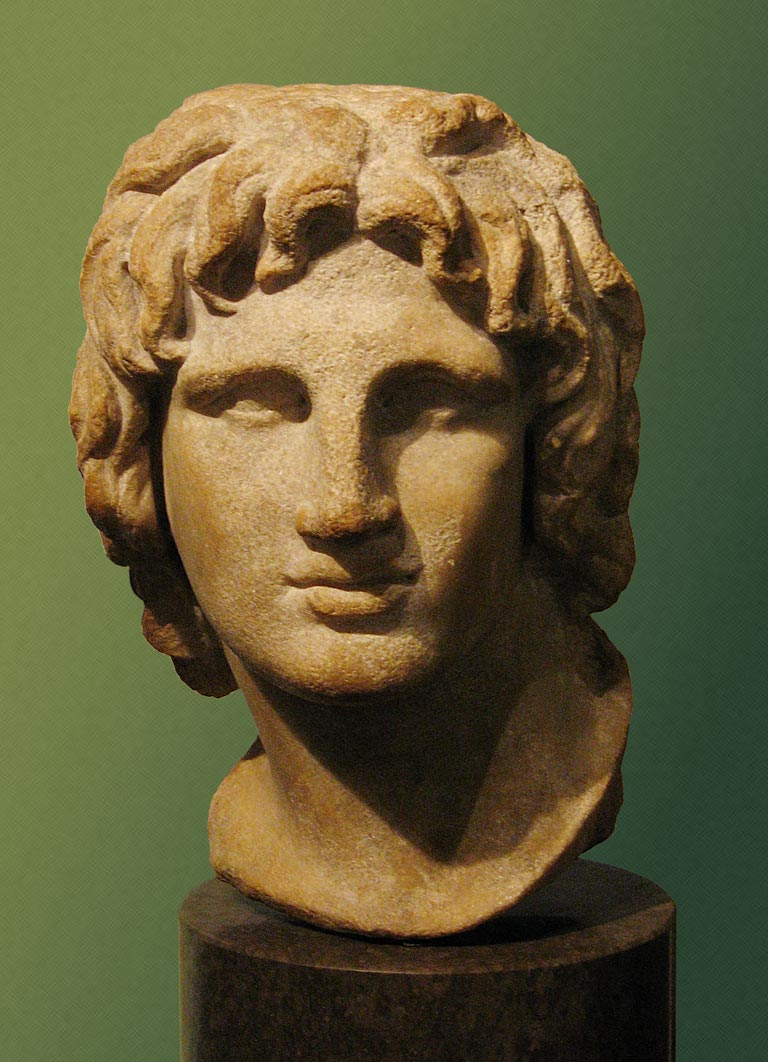
Buste d'Alexandre, British Museum.

Dès sa prise de fonction à la tête de l'armée royale en 319 av. J.-C., et alors qu’il se trouve à Cyinda en Cilicie, Eumène instaure une cérémonie autour du trône d'Alexandre. Les généraux et les satrapes ralliés par la suite tiennent dès lors conseil selon ce cérémonial. Ce recours au souvenir du Conquérant permet de remporter l’adhésion de la troupe et surtout de légitimer un pouvoir déjà contesté par les soldats macédoniens. Eumène est donc avec Ptolémée, détenteur de la momie d’Alexandre, le premier à saisir l’avantage que peut conférer l’image, ou le corps, du roi défunt.
Selon la tradition issue de Hiéronymos de Cardia, Eumène aurait fait un songe dans lequel Alexandre exerce le commandement depuis la tente royale ; Alexandre aurait suggéré de ne plus prendre de décisions en dehors de la tente et d’instaurer un cérémonial autour de son trône. Eumène dresse alors au sein du quartier des stratèges une tente dite « d’Alexandre », puis il ordonne que l’on fabrique un trône en or au frais du trésor royal. Il fait déposer les insignes royaux (le diadème, la couronne d’or et le sceptre) et les armes d’Alexandre. Une table en or, qui soutient un brasier et un encensoir, est placée devant le trône. Ces articles, exception faite du trône, ont sans doute été prélevés dans le trésor des Achéménides. Durant les cérémonies, les généraux et les satrapes ralliés brûlent les encens et les myrrhes et se prosternent devant le trône.
Le trône royal a déjà revêtu sous le règne d'Alexandre un puissant caractère symbolique. Les devins babyloniens avaient annoncé un funeste présage après qu’un Messénien égaré se soit assis sur le trône. Lors du conseil de Babylone, Ptolémée a proposé que l’on conduise les délibérations autour du trône et des attributs d’Alexandre. Eumène reprend donc à son compte l’idée de Ptolémée ; mais il ajoute au symbolisme du trône un culte militaire du « dieu Alexandre » en mêlant traditions grecques (insignes royaux) et traditions perses (tente royale, prosternation).

### Enjeux politiques
Les auteurs antiques sont les premiers à suggérer que ce recours à la « religion » est une manœuvre d’Eumène pour asseoir son autorité et centraliser à son profit le commandement. La troupe ayant accepté sans difficulté ce nouveau rite, aucune décision ne peut désormais se prendre en dehors de la tente d’Alexandre. Eumène souhaite d’abord affermir la fidélité des soldats macédoniens, peu enclins à suivre un général grec et sans doute hostile à son égard depuis la mort de Cratère. Il cherche aussi à assurer la cohésion entre les commandants, car ceux-ci sont traités de manière égale lors du conseil, et à ne pas susciter la jalousie en traitant les affaires au seul nom d’Alexandre. Il maintient pourtant la hiérarchie au sein du camp en établissant sa tente auprès de celle d'Alexandre. Eumène utilise donc le prestige du Conquérant car il craint la division entre les chefs, tandis que ces derniers comprennent que ces délibérations auprès des insignes royaux assurent leur place au sein de la hiérarchie.
Eumène entend également fragiliser les Diadoques ; en prenant les décisions à l’ombre du Conquérant, il capte son héritage prestigieux, justifie son action militaire et contrebalance le pouvoir de Ptolémée, rendu maître du corps d’Alexandre, sachant que le culte royal était déjà bien ancré dans les mœurs des Macédoniens comme en témoignent l'héroïsation d’Héphaistion et la divinisation d’Alexandre. Face à un Antigone dénué de toute nostalgie, cela peut représenter un avantage que de mener les affaires sous la protection spirituelle du roi divinisé.

## Bilan sur le cas Eumène de Cardia

### La question de ses origines grecques
Chancelier d'Alexandre, satrape de Cappadoce et stratège de la régence de Macédoine, Eumène est considéré par les historiens antiques et modernes comme étant la plus grande figure « grecque » (non Macédonienne) du début de l'époque hellénistique. Il est avec Médios, Néarque, les frères Érigyios et Laomédon parmi les Grecs de plus haut rang au sein de la hiérarchie de cour du temps d'Alexandre. Ses origines étrangères à l’aristocratie macédonienne ainsi que sa fidélité à l'égard de la dynastie argéade font de lui un modèle d'ambition et de sagesse pour Diodore de Sicile et Plutarque.
La question est de savoir si finalement Eumène a échoué du fait de ses origines grecques, ce que tendent à faire penser les sources antiques. Mais il est possible d'envisager que ses origines puissent avoir été l'un des facteurs de son ascension, car il est notamment nécessaire pour la royauté macédonienne de recruter un personnel instruit dans les gymnases des cités grecques. Des historiens soulignent le fait que les Grecs et les Macédoniens n'ont pas une perception ethnique figée mais au plutôt ponctuelle et opportuniste. La relation entre les monarques macédoniens et leurs sujets - un groupe ethniquement mixte - peut amener à conclure que ni l'ethnicité, ni un concept ressemblant au « nationalisme » moderne sont des facteurs fondamentaux. Les relations sont d'abord personnelles, et la loyauté envers les souverains surmontent toute autre loyauté civique, géographique ou ethnique. La question sur les relations entre Grecs, Macédoniens et barbares dans les rangs de l'armée d'Alexandre reste en suspens. Mais les preuves qui démontrent l'antagonisme ethnique entre Grecs et Macédoniens en son sein restent faibles.
Néanmoins, les sources restent claires sur un fait : il existe une tension, qui n'est pas que politique, séparant Eumène des autres Diadoques. Membre des Compagnons, Eumène n'a pas obtenu ce statut en suivant le même parcours que ses homologues. L'aristocratie foncière macédonienne possède des liens avec la terre et avec la royauté de par des relations matrimoniales. En outre, ces hommes ont fondé une cohésion de groupe formée dans leur jeunesse. Eumène a bien été installé à Pella par Philippe II mais celui-ci ne peut pas lui fabriquer des liens de sang. On peut également soutenir l'idée qu'Eumène soit en partie responsable de cette distinction ethnique car c'est lui qui, chez Plutarque notamment, aborde la question de ses origines. Finalement, plutôt que ses origines grecques, le ferment de sa défaite a été le fait qu'il se soit toujours référé à l'autorité légitime, sans être en mesure de choisir le camp gagnant. S'il manifeste une telle loyauté à la cause des Argéades, c'est qu'il recherche d'abord son salut, ou à assouvir ses ambitions, et qu'il n'a jamais accepté une position subordonnée mis à part envers les rois ou leurs représentants.

### Une figure originale parmi les Diadoques?
La question qui se pose en conclusion est de savoir si Eumène de Cardia, de par son action politique et militaire, incarne l’exemple même du Diadoque ou alors une figure original. D'emblée on peut remarquer qu'Eumène n'est pas à proprement parler un successeur d'Alexandre à l’image de Ptolémée, Antigone ou Séleucos, fondateurs des dynasties hellénistiques. Quant à savoir si Eumène est l’héritier présomptif des idéaux d'Alexandre, ou qu'il a agi par intérêt et pragmatisme, la question reste en suspens. Selon Pierre Briant, la « politique iranienne » d'Eumène apparaît identique à celle qu'ont menée ses principaux rivaux. Il aurait en outre sa part de responsabilité dans le dislocation de l’empire car il s’appuie sur une « armée locale » et domine « une principauté personnelle ». Pourtant on peut rétorquer qu'en soutenant Perdiccas, il œuvre de facto au maintien de l'unité impériale ; et s’il cherche à s’implanter durablement en Cappadoce, c’est d’abord qu’il entend faire respecter les accords de Babylone tout en devant affronter la menace d'Antipater et d'Antigone. De plus, les princesses macédoniennes, Olympias et Cléopâtre, éprouvent à son égard des sentiments bienveillants. Ce qui pourrait démontrer qu'Eumène lie véritablement sa cause à celle de la royauté argéade. Il est pourtant difficile de savoir si Eumène a véritablement pris le parti d'Alexandre IV, roi irano-macédonien d'un empire asiatique, ou plutôt celui du maintien d’une royauté macédonienne au sein d’un empire taillé en principautés.
Qu’Eumène puisse figurer avec une même aisance le secrétaire royal et le stratège accompli démontre davantage l’originalité de son parcours que celle de son action politique. Son sort tragique et violent montre aussi des similitudes avec celui subi par tous les intimes d'Alexandre (Héphaïstion, Cleitos le Noir, Cratère, Perdiccas). Elle s'inscrit dans une conception nourrie au sein de Tychè, « mère de l'Histoire ». L’originalité du cas Eumène ne réside pas tant dans son action de stratège autokrator, dans les rapports entretenus avec la troupe ou dans les étapes d'un cursus qui le fait passer de « scribe à général », que dans ses liens privilégiés avec Hiéronymos, le futur historien des Diadoques. Si Eumène tient une place particulière dans les récits antiques, c’est bien qu’il faut y voir l’œuvre, forcément partiale et bien documentée, de son concitoyen.
Finalement, le témoignage de Hiéronymos explique que l'on puisse appréhender certains aspects politiques, diplomatiques et militaires de la formation des royaumes hellénistiques, : administration satrapique, dépense du trésor royal, levées de troupes asiatiques, serments prêtés par les soldats, compositions ethniques des armées, usages diplomatiques, mythe d'Alexandre, batailles rangées, etc. Mais le problème des sources et de leur interprétation ne peut être entièrement résolu car l'existence d’un intermédiaire entre Hiéronymos et Diodore reste possible.